# Atenagoras (Peckstadt)
Atenagoras, imię świeckie Yves Peckstadt (ur. 24 marca 1962 w Gandawie) – belgijski duchowny prawosławny w jurysdykcji Patriarchatu Konstantynopola, od 2013 metropolita Belgii.

## Życiorys
12 listopada 1989 przyjął święcenia diakonatu, a 17 marca 1996 prezbiteratu. 22 czerwca 2003 otrzymał chirotonię biskupią jako biskup pomocniczy metropolii Belgii ze stolicą tytularną w Synopie. W 2013 mianowany został metropolitą Belgii i egzarchą Niderlandów i Luksemburga.